# Champlain (Ontario)
Pour les articles homonymes, voir Champlain.
Champlain, auparavant Hawkesbury Ouest, est une  municipalité de canton à majorité francophone située dans les comtés unis de Prescott et Russell dans l'Est de Ontario (Canada).

## Géographie
Champlain est située en rive droite de la rivière des Outaouais. Elle entoure la ville de Hawkesbury. Elle est bornée à l'ouest par Alfred et Plantagenet, au sud-ouest par La Nation, au sud-est par Glengarry Nord (Stormont, Dundas et Glengarry) et à l'est par Hawkesbury Est. Sa superficie terrestre est de 207,27 km2.

## Urbanisme
Le canton de Champlain comprend les localités d'Aberdeen, Cassburn, Green Lane, Happy Hollow, Henrys Corners, L'Ange-Gardien, L'Orignal, Pleasant Corners, 
Ritchance, Riviera Estate, Sandy Hill, Springhill, Vankleek Hill, Vankleek Hill Station et Village Lanthier.

## Politique
Gary Barton est maire de Champlain depuis 2002. Le canton de Champlain est rattaché aux comtés unis de Prescott et Russell pour les questions supramunicipales. Gary Barton, maire de Champlain, devient président des comtés unis pour un mandat débutant en 2017. Le territoire de Champlain est compris dans la circonscription électorale fédérale de Glengarry-Prescott-Russell et dans la circonscription électorale provinciale du même nom. 

## Démographie
Au recensement du Canada de 2016, la population totale s'élève à 8 706 habitants, soit une hausse de 133 personnes (1,6 %) entre 2011 et 2016. La densité brute de la population est de 42,0 habitants/km2 pour l'ensemble de la municipalité. Le parc résidentiel s'élève à 3 910 logements privés, dont 3 700 sont occupés par des résidents habituels,. Les Franco-Ontariens représentent plus de 70 % de la population. 
Évolution de la population totale, 1991-2016
| 2001  | 2006  | 2011  | 2016  |
| ----- | ----- | ----- | ----- |
| 8 586 | 8 683 | 8 573 | 8 706 |

## Société
Le Salon de l'arme et des collectionneurs de Champlain se tient en juillet à Vankleek Hill.